# Протеин C
Не путать с С-реактивным белком.
Протеин C (активируемый фактор свертывания XIV, англ. protein C, КФ 3.4.21.69) — основной физиологический антикоагулянт. Протеин С относится к витамин K-зависимым протеолитическим ферментам (сериновая протеаза), который активируется под действием тромбина. При этом он превращается в активированный протеин С, который способен связываться с протеином S и расщеплять факторы коагуляции Va и VIIIа.
Активированный протеин С является основным ферментом каскадного пути протеина С, который обеспечивает физиологическую антитромботическую активность крови и обладает также выраженными противовоспалительной и антиапоптозной активностями. Благодаря этим особенностям рекомбинантный активированный протеин С является в настоящее время одним из препаратов, используемых при сепсисе для профилактики ДВС-синдрома.